# Заико, Леонид Фёдорович
Леони́д Фёдорович Заи́ко (бел. Леанід Фёдаравіч Заіка; 23 августа 1948, Гродно — 27 декабря 2020, Минск) — белорусский экономист и политолог, аналитик. Кандидат экономических наук (1975).

## Биография
Родился 23 августа 1948 года в г. Гродно.
Отец — Фёдор Иванович был родом из Украины, а мать — Галина Романовна была родом из России (родилась в Курске). Отец был военным. В Гродно родители Леонида оказались по служебным обязанностям отца.
Окончил Белорусский экономический университет (1970). Кандидат экономических наук (1975), доцент (1983).
Леонид Заико преподавал в различных университетах Беларуси, читал учебные курсы и находился на научной работе в Высшей школе экономики (Берлин), Народном университете Китая (Пекин), Московском государственном университете (Россия), Институте экономического развития (Вашингтон), Санкт-Петербургском университете (Россия), Киевском (Украина) и Ташкентском (Узбекистан) университетах.
В 1991—1994 годах занимал должности заведующего кафедрой, проректора Национального института гуманитарных наук, декана экономического факультета Европейского гуманитарного университета.
С 1992 года руководил проектами Всемирного банка по макроэкономической политике (образование, тренинг) в Беларуси. Как независимый эксперт в 1996—1999 годах — член Совета по экономическому развитию Совета министров Республики Беларусь, в 2000—2002 годах — член Экспертного совета республики Национального собрания Республики Беларусь. В 1996—1997 годах возглавлял неправительственную организацию Национальный центра стратегических инициатив «Восток-Запад». В 1997 году возглавил Республиканское общественное объединение "Аналитический центр «Стратегия».
В 2000 году был научным редактором Национального отчёта о человеческом развитии Республики Беларусь, возглавлял Научно-консультативный Совет Программы развития ООН в Беларуси по подготовке Национальных отчётов. Разработчик программы «Стратегия для Беларуси» (1999−2000 годы), ряда законопроектов. С 2004 года являлся научным консультантом ЦСБТ «Сатио», экспертом ряда международных организаций.
После смерти супруги воспитывал сына с 9-летнего возраста.
Умер 27 декабря 2020 года от последствий коронавирусной инфекции.

## Труды
Учебники
- История экономических учений : учеб. пособие для студентов экон. специальностей вузов / Ф. В. Боровик, П. Д. Волков, Л. Ф. Заико и др. ; под общ. ред. Ф. В. Бороика и др. — Минск : Выш. шк., 1984. — 351 с.
- Основы экономической теории : учебное пособие : в 2 ч. / Министерство образования Республики Беларусь, Белорусская государственная политехническая академия ; М. Ф. Грищенко и др. ; под общей редакцией М. Ф. Грищенко. — Минск : ВУЗ-ЮНИТИ, 1992.
- Основы экономической теории : учебное пособие для неэкономических специальностей высших учебных заведений / В. Л. Клюня и др. ; под редакцией В. Л. Клюни. — Минск : ИП «Экоперспектива», 1997. — 334 с.
- Экономическая стратегия : науч.-метод. пособие для вузов / Л. Ф. Заико. — Минск : РИВШ, 2005. — 223 с.

Монографии
- Экономика Беларуси: через реформы к развитию / Л. Ф. Заико. — Минск, 1998. — 54 с.
- Национально-государственные интересы Республики Беларусь / Л. Ф. Заико, В. И. Карбалевич, О. М. Абрамова и др. ; под ред. Л. Ф. Заико. — Минск : Аналит. центр «Стратегия» : Скакун, 1999. — 267 с.
- Беларусь: ретроспектива и перспектива : национальный отчёт о человеческом развитии '99 / UNDP (Оpганизация Объединённых Наций. Программа развития) ; В. Шимов и др. — Минск : Тарпей принтинг хаус, 1999. — 105 с.
- Беларусь: выбор пути : национальный отчёт о человеческом развитии, 2000 / А. В. Богданович, Л. Ф. Заико, О. И. Бажанов и др. ; Представительство ООН/ПРООН в Республике Беларусь. — Минск : UNDP, 2000.
- Национальная и региональная безопасность : сб. ст. / Аналит. центр «Стратегия», Фонд Макартуров ; Л. Заико, Д. Данилов, А. Федоров и др. — Минск. : Несси, 2001. — 434 с.
- Беларусь: на пути в третье тысячелетие : сб. ст. / составитель Л. Ф. Заико; редколлегия: О. Т. Манаев, А. И. Федута, А. Т. Касьяненко. — Минск : ФилСерв плюс, 2001. — 243 с.
- Независимые исследования в независимой Беларуси: в борьбе за реальность / О. Манаев и др. ; под ред. О. Манаева ; Независимый ин-т соц.-экон. и полит. исслед. — Новосибирск : Водолей, 2004. — 413 с.
- Беларусь — Россия : неосовет. феномен интеграции / Л. Заико, В. Карбалевич, С. Левшунов и др. ; под ред. Л. Заико ; Аналит. центр «Стратегия». — Минск : Парадокс, 2004. — 411 с.
- Беларусь: дорога в будущее : книга для парламента / Л. Заико, Я. Романчук. — Минск, 2005. — 472 с.
- Экспортный потенциал Беларуси — возможные перспективы для общества : исследование, аналитика, выводы / Л. Ф. Заико ; Фонд им. Ф. Эберта. — Минск : И. П. Логвинов, 2005. — 106 с.
- Беларусь и «большая Европа» в поисках геополитического самоопределения / О. Манаев и др. ; под редакцией О. Манаева ; Независимый ин-т соц.-экон. и полит. исслед. — Новосибирск : Водолей, 2007. — 439 с.
- Беларусь. Транзитная зона : книга для парламента / Л. Заико, Я. Романчук. — Минск, 2009. — 768 с.
- Беларусь 20/20 в лабиринте экономической идентичности / Л. Заико, Я. Романчук. — Минск, 2011. — 659 с.
- Будущее Беларуси : взгляд независимых экспертов / Вик Ханс-Георг и др. ; под редакцией Олега Манаева ; Независимый ин-т соц.-экон. и полит. исслед. — Санкт-Петербург : Невский простор, 2012. — 533 с.
- 2012 OPEN: лучшие практики 2012 = 2012 OPEN: the best practices 2012 : научно-практический сборник по проблемам территориального маркетинга и брэндинга / под ред. Ж. В. Гринюк и др. — Минск : Альтиора — Живые краски, 2014. — 133 с.